# Ansonia mcgregori
Ansonia mcgregori is een kikker uit de familie padden (Bufonidae). De soort werd voor het eerst wetenschappelijk beschreven door Edward Harrison Taylor in 1922. Oorspronkelijk werd de wetenschappelijke naam Bufo mcgregori gebruikt. De soortaanduiding mcgregori is een eerbetoon aan Richard Crittenden McGregor.
De soort komt voor in Azië en leeft endemisch in het westen van het Filipijnse eiland Mindanao.
Ansonia mcgregori is een pad van gemiddelde grootte. Hij is te onderscheiden van Ansonia muelleri door de tenen die minder goed ontwikkelde vliezen hebben. De pad leeft op de bodem in de bossen van het Filipijnse eiland Mindanao. Het dieet bestaat uit ongewervelden.
Deze soort bereikt een lichaamslengte van 3,2 tot 5 centimeter.